# Merkeh Derīzh
Merkeh Derīzh (persiska: ميرگَهِ دِريژ, ميرگِدرِژ, مِرگِه دِريژ, ميرگِه دِريژ, مِرگِه دُريژ, مِرگِه دَرشير, مرکه دریژ, Mīrgah-e Derīzh) är en ort i Iran.   Den ligger i provinsen Kurdistan, i den nordvästra delen av landet, 500 km väster om huvudstaden Teheran. Merkeh Derīzh ligger 1 366 meter över havet och antalet invånare är 232.
Terrängen runt Merkeh Derīzh är kuperad. Runt Merkeh Derīzh är det ganska tätbefolkat, med 60 invånare per kvadratkilometer. Närmaste större samhälle är Marivan, 17,5 km söder om Merkeh Derīzh. Trakten runt Merkeh Derīzh består till största delen av jordbruksmark.